# 小野猛
小野 猛（おの たけし、1890年（明治23年）4月18日 - 1962年（昭和37年）5月9日）は、日本の逓信官僚。

## 経歴
大分県に百津民次郎の二男として生まれ、小野薫の養子となった。1914年（大正3年）、高等文官試験に合格し、翌年に東京帝国大学法科大学独法科を卒業した。逓信書記・岡山郵便局長、逓信事務官、同書記官・管船局庶務課長、同海員課長、同監理課長、高等海員審判所審判官、熊本逓信局長、管船局長・高等海員審判所長、逓信次官を歴任した。
1939年（昭和14年）に退官した後は、日本発送電株式会社副総裁、樺太石炭鉱業株式会社取締役、北海道石炭株式会社相談役、電気協会などを務めた。その後、船舶運営会総裁に就任した。
戦後、逓信次官と日本海運報国団長のため、公職追放となった。